# Cozes
Cozes – miejscowość i gmina we Francji, w regionie Nowa Akwitania, w departamencie Charente-Maritime.
Według danych na rok 1990 gminę zamieszkiwało 1730 osób, a gęstość zaludnienia wynosiła 104 osób/km² (wśród 1467 gmin regionu Poitou-Charentes Cozes plasuje się na 164. miejscu pod względem liczby ludności, natomiast pod względem powierzchni na miejscu 511.).